# Estádio Nacional de Andorra
O Estádio Nacional de Andorra (em catalão: Estadi Nacional d'Andorra) é um estádio multiuso localizado em Andorra-a-Velha, capital de Andorra. Oficialmente inaugurado em 9 de setembro de 2014, é a casa onde a Seleção Andorrana de Rugby manda suas partidas oficiais por competições continentais. Além disso, o FC Andorra, principal clube do país, mas que participa em competições de futebol da Espanha, também manda ali suas partidas oficiais. Conta com capacidade máxima para 3 347 espectadores.

## Histórico
A primeira partida oficial realizada nesse estádio foi válida pelas eliminatórias da Eurocopa de 2016, no grupo B, com a vitória do País de Gales por 2 a 1 contra os anfitriões. Este encontro foi realizado em setembro de 2014, depois da superfície artificial de 3G ter passado na inspeção da UEFA (a uma semana antes do jogo).
Em agosto de 2015, o governo nacional andorrano fez um acordo com o FC Andorra, para que o clube ali mandasse as suas partidas na temporada 2015–16, antes do seu estádio próprio ter as obras concluídas.